# 8082 Haynes
8082 Haynes è un asteroide della fascia principale. Scoperto nel 1988, presenta un'orbita caratterizzata da un semiasse maggiore pari a 2,6175641 UA e da un'eccentricità di 0,1508906, inclinata di 13,57272° rispetto all'eclittica.